# Auf der Nöll
Auf der Nöll ist ein Weiler der Ortsgemeinde Lützkampen im Eifelkreis Bitburg-Prüm in Rheinland-Pfalz.

## Geographische Lage
Auf der Nöll liegt rund 1,5 km westlich des Hauptortes Lützkampen auf einer Hochebene. Der Weiler ist von zahlreichen landwirtschaftlichen Nutzflächen sowie von einem Waldgebiet im Westen umgeben. Südwestlich von Auf der Nöll fließt ein Ausläufer der Our und südöstlich ein Ausläufer des Irsen. Der Weiler liegt unmittelbar an der Staatsgrenze zu Belgien.

## Geschichte
Zur genauen Entstehungsgeschichte des Weilers liegen keine Angaben vor.
Im Jahre 1843 gehörte Auf der Nöll als Gehöft von Lützkampen zur Bürgermeisterei Harspelt und wurde von fünf Menschen bewohnt. Damals hieß der Weiler noch „An der Nöll“.

## Kultur und Sehenswürdigkeiten

### Wegekreuz
Am südlichen Ende des Weilers befindet sich ein Wegekreuz unmittelbar auf der Gemarkungsgrenze zu Harspelt.

### Naherholung
Durch Auf der Nöll verläuft ein Wanderweg mit dem Thema Dreiländereck. Die Wanderung führt von Ouren bis an die Staatsgrenze zu Luxemburg und anschließend in Richtung Sevenig und Harspelt sowie zurück. Die Strecke hat eine Länge von rund 9,7 km. Highlights am Weg sind drei Brücken, das Europadenkmal sowie mehrere Aussichtspunkte.
Ebenfalls durch den Weiler verläuft die Runde von Sevenig. Hierbei handelt es sich um einen rund 8,1 km langen Rundwanderweg von Sevenig über Harspelt und Auf der Nöll bis nach Ouren sowie zurück. Highlights am Weg sind ein Gedenkstein von 1842, eine Brücke sowie mehrere Aussichtspunkte.

## Verkehr
Es existiert eine regelmäßige Busverbindung.
Auf der Nöll ist durch eine Gemeindestraße erschlossen. Direkt südlich des Weilers verläuft die Landesstraße 1 von Harspelt in Richtung Lützkampen.